# Pentathlon moderne aux Jeux olympiques d'été de 1960
Navigation
Melbourne 1956 Tokyo 1964
Les épreuves de pentathlon moderne aux Jeux olympiques d'été de 1960 se déroulent à Rome du 26 au 31 août 1960.

## Tableau des médailles
| Rang  | Nation           | Or | Argent | Bronze | Total |
| ----- | ---------------- | -- | ------ | ------ | ----- |
| 1     | Hongrie          | 2  | 1      | 0      | 3     |
| 2     | Union soviétique | 0  | 1      | 0      | 1     |
| 3     | États-Unis       | 0  | 0      | 2      | 2     |
| Total | Total            | 2  | 2      | 2      | 6     |

## Individuel homme
| Médaille | Noms          | Pays       |
| -------- | ------------- | ---------- |
| or       | Ferenc Németh | Hongrie    |
| argent   | Imre Nagy     | Hongrie    |
| bronze   | Robert Beck   | États-Unis |

## Par équipe homme
| Médaille | Pays             | Noms                                      |
| -------- | ---------------- | ----------------------------------------- |
| or       | Hongrie          | Imre Nagy Andras Balczo Ferenc Nemeth     |
| argent   | Union soviétique | Nikolay Tatarinov Hanno Selg Igor Novikov |
| bronze   | États-Unis       | Robert Beck Jack Daniels George Lambert   |